# Taeniolella
Taeniolella — рід грибів родини Mytilinidiaceae. Назва вперше опублікована 1958 року. Зустрічаються гіфоміцети, ксилотрофи, ліхенофіли.
Представник роду Taeniolella phaeophysciae D. Hawksw. зустрічається в Україні. Міцелій заглиблений у тканини живителя, світлокоричневий, клітини 2,5—4,0 мкм завтовшки.  Конідії темно-коричневі, звичайно двоклітинні, злегка звужені біля септи. Розвивається на слані Phaeophyscia orbicularis, а також видів роду Physconia Poelt. Ліхенофільний гриб, легко впізнається завдяки щетинистим колоніям, які майже повністю вкривають слань Phaeophyscia orbicularis.
Також зустрічаються Taeniolella pulvillus, Taeniolella scripta.